# بخور القصائد (مسلسل)
بخور القصائد هو مسلسل سعودي رومانسي، عبارة عن قصص رومانسية مشوقة، متكئة على قصائد شعرية رومانسية تعزز الأحداث في كل قصة تمتد على مدار ثلاث حلقات متتالية، في كل مرة تستعرض حكاية بين رجل وامرأة والصعوبات التي يلاقيانها في العالم الأكثر غرابة، ألا وهو عالم الحب، المسلسل مستوحى من عدد من القصائد الشعرية لكبار شعراء السعودية، وهو من تأليف عفاف مطر، وإخراج عمر إبراهيم، وبطولة تركي اليوسف، وطلال السدر، ومحمد العيسى، وميلا الزهراني، وزارا البلوشي وجود عزيز وغيرهم.

## الممثلون
- تركي اليوسف
- ميلا الزهراني
- جود عزيز
- محمد العيسى
- طلال السدر
- زارا البلوشي
- ريم العلي
- ليلى السلمان
- عبد العزيز السكيرين
- ضي الهلالي
- تركي المحرق